# 让·阿勒曼
让·阿勒曼（法語：Jean Allemane；1843年—1935年），法国社会主义政治家，1871年巴黎公社起义参与者，工团主义先驱，革命社会主义工人党领袖和工人国际法国支部创始人之一，法兰西第三共和国众议员。

## 生平

### 排字工會的先驅者
阿勒曼來自上加龍省，1853年隨父母移居巴黎，家人在當地開設了一間葡萄酒商店。他進入一家印刷廠工作，並於1862年，年僅十九歲時，因參與巴黎排字工人的首次罷工而被捕入獄，當時此類行動模式仍屬非法行為。這場抗爭象徵著第二帝國時期工人運動的覺醒。不久之後，阿勒曼成為巴黎排字工人工會的組織者之一。
1870年，阿勒曼擔任巴黎國民衛隊下士，自巴黎公社一開始即參與此事件，在此期間擔任聯邦軍軍官，特別是在拉丁區作戰，自3月18日持續奮戰至血腥週。
他曾藏匿於貝爾維爾，但很快遭人檢舉而被捕，1872年被判終身苦役，並被流放至新喀里多尼亞。
在當地的監禁條件極為嚴苛，尤其在他於1876年企圖越獄失敗後情況更加惡劣，更因其鮮明的立場而遭受嚴厲對待。1878年，他拒絕參與對卡納克人起義的武力鎮壓，這行為並未受到所有遭流放的公社成員跟隨。儘管如此，他與所有夥伴一樣於1880年獲得大赦，得以返回法國本土。1880年4月4日，他在布雷斯特登陸，隔日乘火車抵達巴黎。

### 非馬克思主義的工人領導者
阿勒曼於《不妥協報》的印刷廠中擔任排字工人。此報創立於1880年，由亨利・侯許弗爾創辦，雇用了許多曾遭流放者。之後，阿勒曼加入了由茹爾·蓋得同年創立的法國工人黨。如同許多工人運動家，他的選擇也反映出法國工人運動在興起初期所面臨的分裂局勢。在1882年聖艾蒂安全國工人大會中，阿勒曼與尚-巴蒂斯特・克萊芒一同支持保羅・布魯斯所領導的「可能派」，脫離了奉行馬克思主義正統的蓋得派。此時，阿勒曼成為對抗布朗熱主義（1886–1889）的象徵，這個戰略使他與當時掌權的共和派勢力接近，尤其表現在他當時所創辦的報紙《工人黨》的編輯方向上。
1890年，在沙泰勒羅全國工人大會上，阿勒曼與其支持者遭黨內排除，遂另起爐灶，創立自己的政黨：革命社會主義工人黨。此政黨主張以總罷工作為革命行動手段。在工會層面上（姑且不算在政治層面上），「阿勒曼派」與無政府主義者頗為接近：他們反對議會制度，支持總罷工，崇尚直接行動。然而實際上，他們仍深受追求社會主義統一的理念所影響，並採取一種務實態度，接受「資產階級」的選舉制度，藉此有利於他們來代表無產階級。
1895年，阿勒曼參與了在利摩日舉行的法國總工會成立大會。
儘管黨內對過度專注於議會活動抱持疑慮，革命社會主義工人黨仍向國民議會送入其議員。這些阿勒曼派的當選議員受到黨內極為嚴格的控制，儘管執行上並不總是一帆風順。阿勒曼本人為堅定的德雷福斯派，曾於1901年至1902年間擔任巴黎第十一選區的國會議員，並於1906至1910年間再次當選。在第二任期內，他代表的是工人國際法國支部，此政黨於1905年吸收了革命社會主義工人黨。
即使在當選國會議員之後，阿勒曼依然維持原先的行業。他創辦了一家名為「生產者」的社會主義印刷廠，並很快將其轉型為工人合作社。在法國社會黨，以及其後的工人國際聯盟法國支部中，他扮演邊緣的角色，除了在戰前數年之外，當時他領導一支黨內的反對派系，著重於工會行動與反軍事主義。
1906年，阿勒曼出版了《一位公社成員的回憶錄》，此書與其說是對歷史事件的重建，不如說是一篇服務於其當下政治信念的戰鬥宣言。書中他幾乎對所有公社領導人都有所批評，著墨較多的亦非巴黎的事件本身，而是他流放時的苦役生活。

### 法國左派的歷史性角色
然而，1914年8月世界大戰爆發之初，阿勒曼如同許多同時代人支持工人政黨參與神聖同盟以防衛國家。
戰爭結束後，阿勒曼在工人國際法國支部的圖爾全國代表大會上支持了主張共產主義的多數派，對其激進立場頗為欣賞，然而他並未因此加入新成立的共產國際法國支部。此後，從他與某些社會主義者（如亞歷山大・澤瓦斯、埃米爾・蒂西耶）的親近關係來看，其政治立場頗為微妙。這些人支持1920至1930年代間古斯塔夫・埃爾韋所倡導之怪異的國家社會主義。
阿勒曼是一位活躍的共濟會員，他於巴黎郊區市鎮克利希的會所「革新者」被接納入會，此會所隸屬於法蘭西大東方社。創作〈櫻桃成熟時〉一曲的尚-巴蒂斯特・克萊孟亦為此會所成員。
作為巴黎公社最後倖存者之一，阿勒曼於1935年在塞納-瓦茲省的埃爾布萊逝世，葬於巴黎拉雪茲神父公墓（第89區）。
他的姪子加斯東・阿勒曼（1903–1989）曾在人民陣線時期擔任工人國際法國支部的國會議員。

## 政治思想
阿勒曼是一位獨特的人物，長期處於饒勒斯與蓋得這兩位常與他為政敵的法國社會主義領袖之陰影之下，始終未能擁有如他們那般的聲望與影響力。儘管如此，他所代表的是一條獨創的、非馬克斯主義的工會與政治運動，在法國社會主義運動的形塑中扮演了一定的角色。阿勒曼具批判性，拒絕屈從，並堅守絕對的自由思想立場，這位出身真正平民階級的工人領袖難以適應任何政黨體系中教條式的觀點。
由於阿勒曼派主張獲取權力本身即為目的，他們認為應藉由所有可能的手段來實現這個目標。這一立場的獨創性既是其豐富之處，也是其弱點所在。阿勒曼派不排斥與資產階級政黨合作，甚至不拒絕參與其政府以推進自身理念，或是在如布朗熱事件時協助鞏固共和體制。但與此同時，阿勒曼派也同樣主張直接行動，尤其是具有革命性質的總罷工。然而儘管他們的努力，革命總罷工在法國從未真正實現過。
1. ↑  罷工權於1864年才將被帝國承認
2. ↑  Allemane, Jean.  Réédition. Paris: La Découverte. 2001.
3. ↑  埃爾韋的一生經歷了從極左的反愛國主義轉向極右的貝當主義的劇烈轉變，儘管如此，他始終對抗反猶主義。